# Budova Centrální banky Kosova
Budova Centrální banky Kosova se nachází v hlavním městě Kosova, Prištině, na třídě Garibaldi, v blízkosti Grand Hotelu Prishtina. 

## Historie
Budova vznikla v 70. letech jako sídlo oblastního úřadu pro finanční kontrolu (SDK), projekt byl dokončen roku 1976 a stavební práce probíhaly nedlouho poté. Navržena byla sarajevským architektem Halidem Muhasilovićem pro projektovou kancelář Dom, která projektovala rovněž i Palác mládeže a sportu, jednu z ikonických staveb metropole Kosova. Pro budovu banky bylo vyhrazeno místo v prostoru nově se rodícího moderního centra města, umístěné jihozápadně od historického středu Prištiny, kde se nacházel původně turecký bazar. Třípatrovou budovu s obdélníkovým půdorysem navrhl Muhasilović s nápadně rozčleněnou fasádou, kde je opticky spojeno přízemí a první patro. Druhé a třetí patro tvoří vizuálně unikátní celky oddělené bílým podkladem. Nápadná jsou rovněž schodiště, umístěná na okrajích budovy, která vytvářejí dojem masivních sloupů, podpírajících celou stavbu.
Po vyhlášení nezávislosti Kosova v roce 2008 byla kosovským parlamentem na základě zákona 03/L-209 vytvořena Centrální banka Kosova, která vznikla transformací původního ústavu, který v této budově sídlil. 